# Olympische Sommerspiele 2024/Skateboard
Bei den Olympischen Spielen 2024 in Paris wurden vier Wettbewerbe im Skateboard auf dem Place de la Concorde ausgetragen. Wie bei der olympischen Premiere in Tokio 2021 wurden sowohl bei den Männern als auch bei den Frauen Medaillen in den Disziplinen Park und Street vergeben.

## Bilanz

### Medaillenspiegel
| Platz  | Land               | Gold | Silber | Bronze | Gesamt |
| ------ | ------------------ | ---- | ------ | ------ | ------ |
| 1      | Japan              | 2    | 2      | –      | 4      |
| 2      | Australien         | 2    | –      | –      | 2      |
| 3      | Vereinigte Staaten | –    | 2      | 1      | 3      |
| 4      | Brasilien          | –    | –      | 2      | 2      |
| 5      | Großbritannien     | –    | –      | 1      | 1      |
| Gesamt | Gesamt             | 4    | 4      | 4      | 12     |

### Medaillengewinner
| Disziplin | Gold                 | Silber              | Bronze             |
| --------- | -------------------- | ------------------- | ------------------ |
| Männer    |                      |                     |                    |
| Park      | Keegan Palmer (AUS)  | Tom Schaar (USA)    | Augusto Akio (BRA) |
| Street    | Yūto Horigome (JPN)  | Jagger Eaton (USA)  | Nyjah Huston (USA) |
| Frauen    |                      |                     |                    |
| Park      | Arisa Trew (AUS)     | Kokona Hiraki (JPN) | Sky Brown (GBR)    |
| Street    | Coco Yoshizawa (JPN) | Liz Akama (JPN)     | Rayssa Leal (BRA)  |

## Zeitplan
| Datum      | Uhrzeit | Disziplin     | Disziplin     |
| ---------- | ------- | ------------- | ------------- |
| 28. Juli   | 12:00   | Street Frauen | Qualifikation |
| 28. Juli   | 17:00   | Street Frauen | Finale        |
| 29. Juli 1 | 12:00   | Street Männer | Qualifikation |
| 29. Juli 1 | 17:00   | Street Männer | Finale        |
| 6. August  | 12:30   | Park Frauen   | Qualifikation |
| 6. August  | 17:30   | Park Frauen   | Finale        |
| 7. August  | 12:30   | Park Männer   | Qualifikation |
| 7. August  | 17:30   | Park Männer   | Finale        |

## Qualifikation
Die Quotenplätze wurden am 24. Juni 2024 über eine Qualifikationsrangliste vergeben. Folgende Nationen konnten sich einen Quotenplatz sichern:
| Nation             | Männer | Männer | Frauen | Frauen | Gesamt |
| Nation             | Park   | Street | Park   | Street | Gesamt |
| ------------------ | ------ | ------ | ------ | ------ | ------ |
| Argentinien        |        | 2      |        |        | 2      |
| Australien         | 3      | 1      | 2      | 3      | 9      |
| Brasilien          | 3      | 3      | 3      | 3      | 12     |
| China              |        |        | 1      | 3      | 4      |
| Dänemark           | 1      |        |        |        | 1      |
| Deutschland        | 1      |        | 1      |        | 2      |
| Finnland           |        |        | 1      |        | 1      |
| Frankreich         | 1      | 3      | 2      | 1      | 7      |
| Großbritannien     | 1      |        | 2      |        | 3      |
| Italien            | 2      |        |        |        | 2      |
| Japan              | 1      | 3      | 3      | 3      | 10     |
| Kanada             |        | 3      | 1      |        | 4      |
| Kolumbien          |        | 1      |        | 1      | 2      |
| Marokko            |        |        | 1      |        | 1      |
| Niederlande        |        |        |        | 2      | 2      |
| Portugal           | 1      | 1      |        |        | 2      |
| Puerto Rico        | 1      |        |        |        | 1      |
| Schweden           | 1      |        |        |        | 1      |
| Slowakei           |        | 1      |        |        | 1      |
| Spanien            | 2      |        | 2      | 1      | 5      |
| Südafrika          | 1      | 1      |        | 1      | 3      |
| Thailand           |        |        |        | 1      | 1      |
| Vereinigte Staaten | 3      | 3      | 3      | 3      | 12     |
| Gesamt: 23 NOKs    | 22     | 22     | 22     | 22     | 88     |